# 県道133号 (台湾)
県道133号（けんどう133ごう）は、南投県国姓郷公館から同県同郷柑子林を結ぶ、全長6.260kmの台湾の県道である。

## 通過する自治体
- 南投県
  - 国姓郷

## 接続する道路
- 台21線 - 公館の北緯24度03分55秒 東経120度52分34秒 / 北緯24.06539度 東経120.87619度で接続
- 台14線 - 柑子林の北緯24度01分33秒 東経120度50分40秒 / 北緯24.02572度 東経120.84454度で接続